# Nakatane
Nakatane (中種子町, Nakatane-chō) est un bourg du district de Kumage de la sous-préfecture de Kumage, dans la préfecture de Kagoshima, au Japon.

## Géographie

### Situation
Nakatane est situé dans le centre de Tanega-shima, dans l'archipel Ōsumi.

### Démographie
Au 1er novembre 2014, la population de Nakatane s'élevait à 8 301 habitants répartis sur une superficie de 137,78 km2.

## Histoire
Le village de Nakatane a été créé le 1er avril 1889. Une centrale électrique a été construite en 1925 et le premier téléphone a été installé en 1938. Le 10 novembre 1940, Nakatane a été élevé au statut de bourg.

## Transports
Nakatane possède un aéroport (en).